# Шарена сова
Шарена сова (лат. Strix virgata) врста је птице из породице правих сова која живи на територији Централне и Јужне Америке, од Мексика до Бразила и Аргентине. Глава и леђа ове сове су браон ишаране, док су предњи делови тела беличасти са вертикалним пругама на грудима и врату. Шарена сова има тамне очи, округлу главу и нема ушне праменове. Има богат вокални репертоар који укључује хукање — „хуут” — које ова сова испушта приликом одржавања граница своје територије. Поред хукања, оглашава се и мачколиким „јауул” које се може чути приликом потраге за храном, а територијално дозивање се често описује као „бру бру” и „бу бу бу”.
Живи у сувим шумама и џунглама до висина од 2.500 метара, мада у последње време често насељава урбана подручја. Гнезди се углавном у шупљинама дрвећа, а због све учесталије дефорестације и екстензивне пољопривреде, шарена сова бира и стене, литице или рупе у земљи као локацију за своје гнездо. Женка након парења полаже једно до три јаја, на којима лежи око месец дана, када се излежу младунци. Птиће храни женка и то храном коју доноси мужјак. Младунци након 27—33 дана почињу да излазе из гнезда, када су у просеку тешки 200 грама, али са родитељима остају још око два месеца.
Шарена сова је веома бројна врста и њена популација се процењује на 500.000—5.000.000 одраслих јединки, тако да се на -овој листи налази на списку врста означених као „последња брига”. Међутим, последњих година је, услед све веће дефорестације и ширења пољопривредних површина, у знатној мери угрожено њено станиште погодно за гнежђење и број јединки је у благом паду.

## Опис
Шарена сова је сова средње величине и одрасла јединка је у просеку велика од 280 до 355 милиметара, с тим да је, као и код већине других сова, женка већа од мужјака. Код ове врсте је заправо разлика између полова већа него код осталих сова, тако да се код шарене сове може уочити већи полни диморфизам него код било које друге сове. Просечна тежина одрасле јединке креће се између 175 и 320 грама.
Глава шумске сове је мала, округла и без ушних праменова, што је карактеристично за читав род Strix, па због те особине ове сове често називају безухим. Фацијални диск је светлобраон, оивичен беличасто-крем ободом, а због тамне обојености лица, беле обрве и „бркови” изгледају наглашено. Теме, потиљак и леђа су јој ишарани са неколико нијанси тамне браон боје, док су врат, груди и стомак сивкасто-жути или сивкасто-плави, а ноге и стопала сивкасто-жути. Постоји и тамнија варијација код које су груди и стомак тамне окер боје.

### Сличне врсте
Сродна пругаста сова (Strix varia) може се помешати са шумском совом пошто су сличног облика и сличне обојености, али је шумска сова мања, има тамнији фацијални диск и нема пруге на горњим деловима тела. С обзиром да пругаста сови живи на територији Северне Америке, ове две врсте се могу помешати само на територији Мексика, пошто се једино у тој области преклапају њихови ареали распрострањења.

## Систематика
Шарену сову је описао амерички орнитолог Џон Касин 1849. године и дао јој биномијално име Syrnium virgatum. Године 1999, Винк и Хајдрик су сову пребацили у род Strix и дали јој биномијално име Strix virgata, међутим, ово и данас неки аутори оспоравају.
До скоро се сматрало да три северне расе, које живе на подручју од Мексика до западне Панаме, формирају засебну врсту, која се од јужних раса разликује углавном у вокализацији, али и у обојености перја и по томе што су северне расе мање. Ипак, неопходне су даље студије, укључујући и генетске анализе, које би потврдиле или оповргле ово. Популације које живе на западу Колумбије се некад издвајају у засебну подврсту C. v. minuscula, али их већина аутора сматра делом номиналне подврсте.

### Подврсте
Данас званично постоји седам подврста шарене сове:
- (Bonaparte, 1850) — западни Мексико
- (J. C. Phillips, 1911) — североисточни Мексико
- (Griscom, 1929) — источни и јужни Мексико до западне Панаме
- (Cassin, 1849) — источна Панама, Колумбија, Еквадор, северозападна и северна Венецуела и Тринидад
- (C. Chubb, 1916) — јужна и југоисточна Венецуела и Гвајане
- (Pelzeln, 1863) — северни, централни и североисточни Бразил, амазонски део Перуа до Боливије[17][18]
- (A. W. Bertoni, 1901) — југоисточни Бразил, источни Парагвај и североисточна Аргентина

## Распрострањеност и станиште
Живи на подручју Централне и Јужне Америке. Ареал распрострањења шарене сове простире се од мексичких држава Чиваве и Соноре, на северу, до северне Аргентине и јужног Бразила, на југу, а забележена је северно све до округа Хадалго у Тексасу. Шарена сова живи на различитим надморским висинама — од низија Хондураса и амазонских долина Еквадора и Боливије до планина на западу Јужне Америке до 2.500 метара надморске висине. Ова сова је најприсутнија већа тропска сова у Мексику и вероватно најчешћа шумска сова у влажним низијама Хондураса. Насупрот томе, веома је ретко присутна у Гвајани, Тринидаду и Суринаму.
Настањује разноврсна шумовита станишта, укључујући суптропске и тропске кишне шуме, ободе шума, суве шуме са бодљикавим жбуњем, борове и храстове шуме, полуотворена подручја, суптропске и тропске влажне низије и брда, плантаже, као и отворене сеоске просторе и обрадиве површине са раштрканим дрвећем. У појединим деловима свог ареала распрострањења често се може видети у близини људских насеља, па се тако може срести у урбаним подручјима, парковима и сеоским баштама.

## Вокализација
Шарена сова има богат вокални репертоар који укључује и хукање — „хуут” — које ова сова испушта приликом одржавања граница своје територије. Поред хукања, вокализаицја шарене сове састоји се од великог броја звиждука, крикова и сиктаја. Територијално дозивање шарене сове представља серију дубоких хукова, обично описаних као „бру бру” и „бу бу бу” или као „кииуувиијо” и „кауууаууу”. Анатомска студија спроведена средином двадесетог века открила је да је сиринга шарене сове знатно већа и специјализованија него код других сова, што јој омогућава да производи необично дубоке тонове за своју величину. Још једно од дозивања шарене сове представља оглашавање које се састоји од 4—6 тонова, са једним или два ниска, пригушена тона, праћеним са три виша, бржа тона налик бучању. Алармни дозив се састоји од једног или два хука, а женка често испушта и мачколико „јауул” које се може чути приликом потраге за храном или у комуникацији са другим врстама.

## Понашање
Ова сова је ноћна птица и дан проводи одмарајући у густој вегетацији. Углавном за одмарање бира густе гране дрвећа како не би била уочена и узнемиравана, а гнездо се налази у шупљинама на висини између 3 и 13 метара. Шарена сова је изузетно територијална, моногамна и птица станарица. Један пар обично заузима територију велику у просеку око 20 хектара, коју брани од предатора и других јединки своје врсте.
Њене велике очи прилагођене су виду у условима са изузетно мало светлости, тако да сова неометано може да лови током ноћи. Поред тога, и њен слух је изузетно оштар и добро развијен. Шарена сова је предатор и током ноћи обично стоји на грани дрвета које се налази близу пропланка или на ивици шуме и посматра околину у потрази за пленом. Када уочи плен, она се са одмаралишта устремљује на њега, летећи према њему нечујно захваљујући својим крилима прилагођеним тихом лету.
Када је реч о одбрани од непријатеља, уколико се претња приближи гнезду, женка је или напада канџама и кљуном или покушава да је застраши и отера од гнезда оглашавањем и „палацањем”, односно ударањем горње о доњу вилицу. У последње време, с обзиром на смањење погодног станишта за гнежђење, шарена сова често за полагање јаја бира било урбане, било необичне локације попут стена, литица или рупа у земљи, па је тако њено гнездо подложно нападима терестријалних предатора. Сходно томе, гнездо шарене сове може бити угрожено од стране обичног (Didelphis marsupialis) и сивог опосума (Philander opossum), али и домаћих животиња попут паса и мачака.

## Исхрана
Шарена сова се обично храни малим сисарима, примарно глодарима из родова Oryzomys и Ototylomys и бодљикавим памуковим пацовом (Sigmodon hispidus), птицама, гмизавцима или водоземцима. Поред тога, на њеном менију се често могу наћи велики инсекти попут буба, бубашваба из породице Blattidae, скакаваца, балегара, жижака и стрижибуба. Истраживањем пелета ове сове пронађени су остаци неидентификованог слепог миша, гуштера из породице Dactyloidae и жабе из рода Hyla, што указује на то да се шарена сова може хранити разноврсним пленом, а све у зависности од територије на којој се налази, тренутних услова и присутности плена.

## Размножавање
Гнезди се од фебруара до маја у Колумбији, односно од септембра до новембра у Аргентини. Као гнездо углавном бира природну шупљину у дрвету или старо шупље стабло, али може изабрати и напуштено гнездо неке друге птице, пошто ни она, као ни већина других сова, не гради своје гнездо. Поред тога, може се гнездити на стенама и литицама, а последњих година је забележено да се чак гнезди и на земљи, углавном на пољопривреном земљишту, где уместо дрвећа бира кафу или шећерну трску као место за лов и одмарање, а јаја полаже у рупама у земљи, што указује на особину да шарена сова, под утицајем дефорестације и урбанизације, недостатак шупљина у дрвећу замењује било којим местом погодним за гнежђење.
Женка асинхроно полаже једно до три јаја, а инкубација почиње одмах након полагања првог јајета. Инкубацију врши искључиво женка, док јој мужјак доноси храну и брани гнездо од непријатеља. Младунци се излежу након тридесетак дана — крајем маја у северним, односно крајем новембра у јужним деловима ареала. Након што се птићи излегну, они су слепи и полуголи, са белим паперјем на горњим деловима тела. Канџе и кљун су им сиве боје. Са 8—10 дана старости, младунци отварају очи и полако почиње да им се појављује перје. Контурно перје на крилима почиње да се развија када млади наврше две недеље, када и реп почиње полако да им расте. Млади у том периоду имају беличаст фацијални диск, црне очи и црне „бркове”, док је остатак тела светле браон или крем боје. Женка је све време присутна у гнезду и храни младунце храном коју доноси мужјак, тако да оба родитеља активно воде бригу о њима. Младунци након 27—33 дана почињу да излазе из гнезда, када су у просеку тешки 200 грама. Тада још увек нису способни за потпун и самосталан лет, већ углавном успевају да се спусте на земљу, пењући се после уз стабло до гнезда. Три месеца након излегања, младунци су већ способни за самосталан живот, али се још увек налазе на територији родитеља, који их и даље хране.

## Демографија и популације
Шарена сова има велики ареал распрострањења и укупан број јединки се процењује на 500.000—5.000.000, па се стога налази на -овој листи на списку врста означених као „последња брига”. Ова сова је у последњих тридесетак година изгубила између 20% и 30% свог станишта које преферира за гнежђење, а главни разлог за то је дефорестација амазонских шума. Иако је бројност јединки ових сова у благом паду, пошто се у поменутом периоду број сова смањио за око 25%, смањење није по тако великој стопи која би оправдала сврставање ове сове у неку рањивију категорију.
Премда бројна, популација шарене сове је у паду и у неким деловима ареала распрострањења је већ ретка, тако да је неопходно предузети одређене мере, као што је постављање вештачких гнезда и очување шупљина у дрвећу, како би се умањио утицај дефорестације, урбанизације и екстензивне пољопривреде и осигурало очување бројности и присутност локалних популација шарене сове.

## Галерија
- Шарена сова на одмаралишту
- Тамнија варијација шарене сове